# 6 Feet Deep
6 Feet Deep – debiutancki album amerykańskiej grupy hip-hopowej Gravediggaz wydany 9 sierpnia 1994 nakładem wytwórni Gee Street Records. Początkowo płyta miała się nazywać Niggamortis, ale wytwórnia nie chciała wydać płyty pod taką nazwą. Album promowały utwory „Nowhere to Run, Nowhere to Hide”, „1-800-Suicide” i „Diary of a Madman”, do których zrealizowano teledyski.

## Lista utworów
| #                                             | Tytuł                                                                        | Czas | Producent              | Sample |
| --------------------------------------------- | ---------------------------------------------------------------------------- | ---- | ---------------------- | --- |
| 1                                             | „Just When You Thought It Was Over (Intro)”                                  | 0:10 | Prince Paul            | - Leroy & The Drivers – „Sad Chicken” |
| 2                                             | „Constant Elevation”                                                         | 2:30 | Prince Paul            | - Allen Toussaint – „Louie” |
| 3                                             | „Nowhere to Run, Nowhere to Hide”                                            | 3:55 | Prince Paul            | - Martha and the Vandellas – „Nowhere to Run” - Eugene McDaniels – „Jagger the Dagger” - Southside Movement – „Funk Talk” - Malcolm McLaren – „Buffalo Gals” - Mike Bloomfield, Al Kooper oraz Stephen Stills – „Season of the Witch” - Melvin Bliss – „Synthetic Substitution” - Wu-Tang Clan – „Protect Ya Neck” |
| 4                                             | „Defective Trip (Trippin’)” (feat. MC Serch, Biz Markie)                     | 5:04 | Prince Paul            | - Alvin Cash & the Crawlers – „Twine Time” - Little Richard – „The Rill Thing” - John Ussery – „Listen to the Melody” - Run-D.M.C. – „Here We Go (Live at the Funhouse)” - Doug E. Fresh / Slick Rick – „La Di Da Di” - Biz Markie – „Nobody Beats the Biz” - De La Soul – „Plug Tunin'”                           |
| 5                                             | „2 Cups of Blood”                                                            | 1:24 | Prince Paul            | - Lafayette Afro Rock Band – „Hihache” - Larry Willis – „Inner Crisis” |
| 6                                             | „Blood Brothers”                                                             | 4:47 | Gatekeeper             | |
| 7                                             | „360 Questions”                                                              | 0:33 | Prince Paul            | |
| 8                                             | „1-800-Suicide”                                                              | 4:18 | Prince Paul            | - Booker T. and the M.G.’s – „Sunny” - Monk Higgins & the Specialites – „One Man Band (Plays All Alone)” - Just-Ice – „Moshitup” |
| 9*                                            | „Pass the Shovel”                                                            | 3:36 | Prince Paul            | - Boba James – „Take Me to the Mardi Gras” - Joe Tex – „Papa Was Too” - Rufus Thomas – „Do the Funky Penguin (Part 2)” |
| 10                                            | „Diary of a Madman” (feat. Killah Priest, Scientific Shabazz)                | 4:34 | RNS, RZA i Prince Paul | - Johnny Mathis – „Warm And Tender” - Johnny Mathis – „No Love (But Your Love)” |
| 11                                            | „Mommy, What’s a Gravedigga?”                                                | 1:44 | Prince Paul            | - Cypress Hill – „Pigs” - Patrice Rushen – „Givin’ It Up Is Givin’ Up” - Skull Snaps – „It’s A New Day” |
| 12                                            | „Bang Your Head”                                                             | 3:24 | Prince Paul            | - Melvin Bliss – „Synthetic Substitution” - Gravdiggaz – „House That Hatred Built” |
| 13                                            | „Here Comes the Gravediggaz”                                                 | 3:44 | Mr. Sime               | - The Emotions – „I Like It” - Jim Croce – „You Don’t Mess Around With Jim” - Dead Can Dance – „The Ubiquitous Mr. Lovegrove” - Gravediggaz – „Ashes to Ashes” - Gravediggaz – „House That Hatred Built” |
| 14                                            | „Graveyard Chamber” (feat. Dreddy Kruger, Killah Priest, Scientific Shabazz) | 4:57 | RZA                    | |
| 15                                            | „Death Trap” (feat. Masta Ace)                                               | 4:36 | Prince Paul            | - Tyrone Thomas & the Whole Darn Family – „7 Minutes of Funk” - Wilson Pickett – „Get Me Back on Time, Engine #9” |
| 16                                            | „6 Feet Deep”                                                                | 4:36 | RZA                    | |
| 17                                            | „Rest in Peace (Outro)”                                                      | 2:01 | Prince Paul            | - Albert King – „Drowning on Dry Land” - Ronnie Gee – „Raptivity” - Ice Cube – „No Vaseline” |
| * – utwór wydany tylko na wersji europejskiej |                                                                              |      |                        | |